# Cauchy-Elastizität
Cauchy-Elastizität (von Augustin-Louis Cauchy und griechisch ελαστικός elastikos „anpassungsfähig“) ist ein Materialmodell der Elastizität. Elastizität ist die Eigenschaft eines Körpers, unter Krafteinwirkung seine Form zu verändern und bei Wegfall der einwirkenden Kraft in die Ursprungsform zurückzukehren (Beispiel: Sprungfeder). Als Ursache der Elastizität kommen Verzerrungen des Atomgitters (bei Metallen), das Dehnen von Molekülketten (Gummi und Kunststoffe) oder die Änderung des mittleren Atomabstandes (Flüssigkeiten und Gase) in Frage.
In der Cauchy-Elastizität sind die Reaktionskräfte bei der Verformung eines Körpers ausschließlich von der aktuellen Verformung bestimmt. Solche Zusammenhänge beschreiben beispielsweise die Zustandsgleichungen der Gase. Ist der Ausgangszustand kräftefrei, so wird dieser nach jedweder Verformung wieder eingenommen, wenn die Belastungen entfernt werden. Verschiedene Verformungspfade, die am Ende dieselben Verformungen zur Folge haben, resultieren am Ende in denselben Reaktionskräften. Auch die Deformationsgeschwindigkeiten haben auf Materialgleichungsebene keinen Einfluss auf die Reaktionen. Cauchy-Elastizität ist eine zeitunabhängige Materialeigenschaft.
Dissipative Vorgänge wie viskoses oder plastisches Fließen sind damit ausgeschlossen, was bei realen Materialien innerhalb ihrer Elastizitätsgrenze gewährleistet ist. Reale Flüssigkeiten, Gase und manche Feststoffe (wie Eisen und Glas) sind bei schnellen, geringfügigen Volumenänderungen (z. B. bei Schallwellen) in guter Näherung elastisch. Die Elastizitätsgrenze kann bei Feststoffen bei langsamen und hinreichend kleinen Verformungen eingehalten werden, die in vielen Anwendungen, insbesondere im technischen Bereich, vorliegen.
Obwohl die Reaktionskräfte in einem Cauchy-elastischen Material vom zurückgelegten Verformungsweg unbeeinflusst sind, kann bei Feststoffen die auf verschiedenen Verformungswegen (mit gleichem Start- und Endpunkt) geleistete Formänderungsarbeit unterschiedlich groß ausfallen, was in Abwesenheit eines Dissipationsmechanismus im Widerspruch zu thermodynamischen Prinzipien steht. Wegunabhängigkeit der Formänderungsarbeit führt zu Hyperelastizität, die ein Spezialfall der Cauchy-Elastizität ist. Weitere Bedingungen an die Modellierung der Cauchy-Elastizität können aus dem Prinzip der materiellen Objektivität, demzufolge das Materialverhalten bezugssysteminvariant ist, und im Fall der Isotropie abgeleitet werden.
Viele elastische Materialien wie Stahl, Gummi, Plastik, Holz und Beton aber auch biologische Gewebe können in guter Näherung mit Cauchy-Elastizität beschrieben werden.

## Definition
In einem Cauchy-elastischen Material ist der Cauchy’sche Spannungstensor {\displaystyle {\boldsymbol {\sigma }}} eine Funktion nur des vorliegenden Deformationsgradienten {\displaystyle \mathbf {F} }:
{\displaystyle {\boldsymbol {\sigma }}={\mathfrak {G}}(\mathbf {F} )\,.}
Diese Funktion wird im Allgemeinen vom Ausgangszustand des Körpers, insbesondere anfänglich vorhandenen Eigenspannungen, abhängen. Zumeist wird aber der undeformierte Grundzustand, in dem der Deformationsgradient gleich dem Einheitstensor {\displaystyle \mathbf {1} } ist, spannungsfrei sein:
{\displaystyle {\mathfrak {G}}(\mathbf {1} )=\mathbf {0} \,.}

## Makroskopisches Verhalten

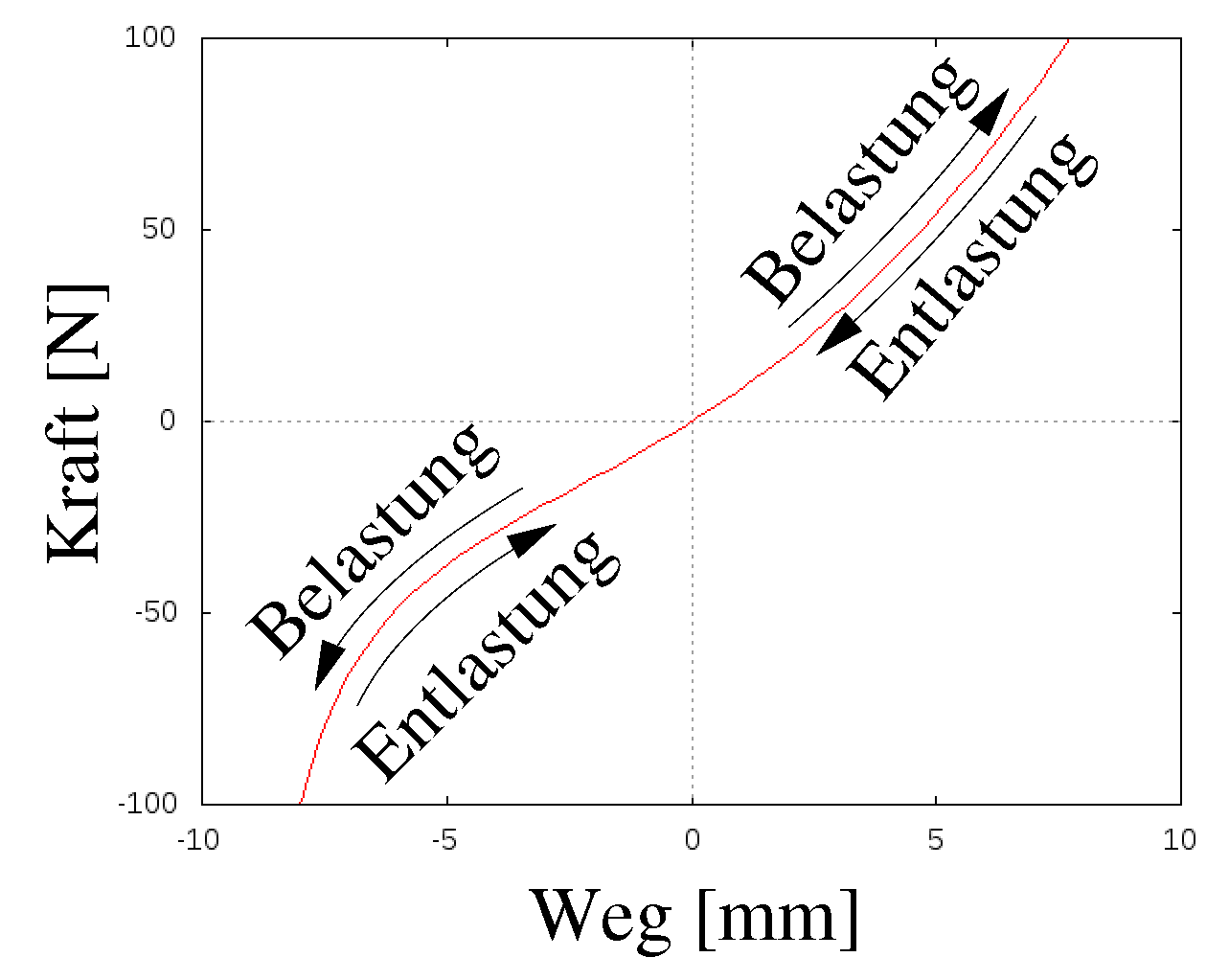
Kraft-Weg-Diagramm im einachsigen Zug-Versuch bei nichtlinearer Elastizität

Makroskopisch lassen sich folgende Eigenschaften an einem Cauchy-elastischen Körper beobachten:
- Bei gegebener Verformung (Fluide: Volumenänderung) haben die Reaktionskräfte (der Druck) unabhängig von der Vorgeschichte immer denselben Wert.
- Ist der Ausgangszustand unbelastet, so wird dieser nach jedweder Verformung wieder eingenommen, wenn die Belastungen entfernt werden. Bei elastischen Flüssigkeiten und Gasen ist der Zustand durch das eingenommene Volumen bestimmt, das unter gleichen Bedingungen immer gleich ist.
- Das Materialverhalten ist geschwindigkeitsunabhängig. Die Geschwindigkeit, mit der eine Verformung (Fluide: Volumenänderung) stattfindet, hat keinen Einfluss auf den Widerstand (Druck), den der Körper der Verformung entgegensetzt.
- Im einachsigen Zugversuch erfolgen Be- und Entlastung stets entlang des gleichen Weges so wie im nebenstehenden Bild. Bei Flüssigkeiten und Gasen entspricht das einem Kompressions- und Expansionsversuch.

Bei hinreichend kleinen Verformungen ist die Kraft-Weg-Beziehung bei Feststoffen linear und kann die Elastizität mit Moduln beschrieben werden. Weil die aufzuwendende Kraft und der zurückgelegte Weg bei einer Deformation maßgeblich von den Dimensionen des Körpers abhängen, wird die Kraft auf ihre Wirkfläche und der Weg auf eine geeignete Abmessung des Körpers bezogen. Die bezogene Kraft ist die Spannung und der bezogene Weg die Dehnung. Die Moduln quantifizieren das Verhältnis zwischen den Spannungen und den Dehnungen und sind eine Materialeigenschaft. Der Elastizitätsmodul gilt bei einachsigem Zug, der Schubmodul bei Scherung und der Kompressionsmodul bei allseitigem Druck. Bei einachsigem Zug tritt nicht nur in Zugrichtung eine Verformung auf, sondern auch quer dazu, was die dimensionslose Querdehnzahl erfasst. Die vollständige Beschreibung der isotropen linearen Cauchy-Elastizität benötigt nur zwei dieser Größen. Bei anisotropem linearem Verhalten werden maximal 36 Parameter benötigt (Erst die Annahme der Hyperelastizität erlaubt die Reduktion auf 21 Parameter.)

## Materielle Objektivität
Das Prinzip von der materiellen Objektivität besagt, dass das Materialverhalten bezugssysteminvariant ist oder, genauer, Invariant gegenüber einer euklidischen Transformation des Bezugssystems eines Beobachters sind. Ausschlag gebend ist dabei die Rotation des bewegten Systems relativ zum Körper. Die Drehung des Bezugssystems des bewegten Beobachters relativ zum ruhenden wird mit einem orthogonalen Tensor {\displaystyle \mathbf {Q} } aus der speziellen orthogonalen Gruppe
{\displaystyle {\mathcal {SO}}:=\{\mathbf {Q} \in {\mathcal {L}}|\mathbf {Q} ^{-1}=\mathbf {Q} ^{\top }\;{\text{und}}\;\det(\mathbf {Q} )=+1\}}
beschrieben. Die Menge {\displaystyle {\mathcal {L}}} enthält alle Tensoren zweiter Stufe, {\displaystyle (\cdot )^{\top }} bezeichnet die Transposition, {\displaystyle (\cdot )^{-1}} die Inverse und „det“ die Determinante. Die Tensoren aus dieser Gruppe führen Drehungen ohne Spiegelung aus. Stellt nun der relativ zum Körper ruhende Beobachter in einem materiellen Punkt den Deformationsgradienten {\displaystyle \mathbf {F} } fest, so misst der bewegte Beobachter durch die euklidische Transformation
{\displaystyle \mathbf {F} '=\mathbf {Q\cdot F} \,.}
Die Rotation transformiert den Cauchy’schen Spannungstensor so, dass der bewegte Beobachter
{\displaystyle {\boldsymbol {\sigma }}'=\mathbf {Q} \cdot {\boldsymbol {\sigma }}\cdot \mathbf {Q} ^{\top }=\mathbf {Q} \cdot {\mathfrak {G}}(\mathbf {F} )\cdot \mathbf {Q} ^{\top }={\mathfrak {G}}(\mathbf {F} ')={\mathfrak {G}}(\mathbf {Q\cdot F} )}
feststellt. Die Bewegungsmöglichkeiten der Beobachter sind uneingeschränkt, so dass die obige Gleichung für alle orthogonalen Tensoren zutrifft und deshalb
{\displaystyle {\mathfrak {G}}(\mathbf {Q\cdot F} )=\mathbf {Q} \cdot {\mathfrak {G}}(\mathbf {F} )\cdot \mathbf {Q} ^{\top }\quad {\text{für alle}}\quad \mathbf {Q} \in {\mathcal {SO}}}
gelten muss. Diese Bedingung ist in elastischen Fluiden immer erfüllt, während bei elastischen Feststoffen eine spezielle Modellierungsrichtlinie einzuhalten ist.

## Elastische Fluide
Fluid ist der Sammelbegriff für Flüssigkeiten und Gase. Die elastische Flüssigkeit ist auch als ideale Flüssigkeit oder Euler-Flüssigkeit bekannt und das elastische Gas ist das reibungsfreie Gas. Innere Reibung, die sich in Viskosität und damit in Schubspannungen zeigen würde, wird in elastischen Fluiden vernachlässigt, weshalb der Spannungstensor dort Diagonalgestalt hat. Des Weiteren ist jedes Fluid auch isotrop. Wird nun ein Fluid gedanklich in zwei Teile zerschnitten, dann bilden sich an den Schnittflächen Schnittspannungen aus, die senkrecht zur Schnittfläche sind, denn der Druck in einem elastischen Fluid wirkt immer senkrecht auf begrenzende Flächen. Nun muss in einer isotropen Flüssigkeit die Normalspannung für alle Orientierungen der Schnittfläche dieselbe sein. Dies ist aber nur dann möglich, wenn der Spannungstensor ein Vielfaches des Einheitstensors ist:
{\displaystyle {\boldsymbol {\sigma }}={\mathfrak {G}}(\mathbf {F} )={\mathfrak {g}}(\mathbf {F} )\mathbf {1} \,.}
Die skalare Funktion {\displaystyle {\mathfrak {g}}} entspricht dem negativen Druck {\displaystyle p}, der in Fluiden kinematisch nur von der Volumenänderung {\displaystyle \operatorname {det} (\mathbf {F} )}, der Dichte
{\displaystyle \rho ={\frac {\rho _{0}}{\operatorname {det} (\mathbf {F} )}}}
oder dem spezifischen Volumen
{\displaystyle v:={\frac {1}{\rho }}={\frac {\operatorname {det} (\mathbf {F} )}{\rho _{0}}}}
abhängt. Der Materialparameter {\displaystyle \rho _{0}} ist die Dichte im Ausgangszustand bei {\displaystyle \operatorname {det} (\mathbf {F} )=1}. Ein Spannungstensor dieser Form
{\displaystyle {\boldsymbol {\sigma }}=-{\tilde {p}}[\operatorname {det} (\mathbf {F} )]\mathbf {1} =-p(\rho )\mathbf {1} =-{\bar {p}}(v)\mathbf {1} \,,}
wird Drucktensor genannt.

### Materielle Objektivität von Fluiden
Bei Fluiden sind die Spannungen also proportional zum Einheitstensor und hängen nur von der Determinante des Deformationsgradienten ab, weshalb obige Bedingung für Objektivität
{\displaystyle {\mathfrak {G}}(\mathbf {Q\cdot F} )=\mathbf {Q} \cdot {\mathfrak {G}}(\mathbf {F} )\cdot \mathbf {Q} ^{\top }\quad {\text{für alle}}\quad \mathbf {Q} \in {\mathcal {SO}}}
immer erfüllt ist:
{\displaystyle \overbrace {{\tilde {p}}[\operatorname {det} (\mathbf {Q\cdot F} )]\mathbf {1} } ^{{\mathfrak {G}}(\mathbf {Q\cdot F} )}={\tilde {p}}[\operatorname {det} (\mathbf {Q} )\operatorname {det} (\mathbf {F} )]\mathbf {Q\cdot 1\cdot Q} ^{\top }=\mathbf {Q} \cdot \overbrace {{\tilde {p}}[\operatorname {det} (\mathbf {F} )]\mathbf {1} } ^{{\mathfrak {G}}(\mathbf {F} )}\cdot \mathbf {Q} ^{\top }\quad {\text{für alle}}\quad \mathbf {Q} \in {\mathcal {SO}}\,.}

### Materialgleichungen für elastische Fluide
Viele Materialgleichungen für elastische Fluide werden Zustandsgleichung genannt, was unterstreicht, dass der Druck in ihnen unter gleichen Bedingungen (Temperatur, Volumen, Stoffmenge) immer gleich ist, was ja Cauchy-Elastizität sicherstellt. Aus dem Volumen und der Stoffmenge ergibt sich die Dichte. Der denkbar einfachste Zusammenhang zwischen Druck und Dichte ist die Proportionalität
{\displaystyle p=(R\,T)\,\rho ,}
die das ideale Gas definiert, in dem der Proportionalitätsfaktor das Produkt aus einem Materialparameter R und der absoluten Temperatur T ist. Je niedriger der Druck und je höher die Temperatur ist, desto mehr verhält sich ein reales Gas wie ein ideales.
Mit Virialkoeffizienten {\displaystyle B_{i}} kann die Ideale-Gas-Gleichung zu
{\displaystyle p=kT\sum _{i=1}^{N}B_{i}(T)\rho ^{i}}
erweitert werden, um so auch reale Gase und Phasenübergänge zu beschreiben. Der Faktor k ist die Boltzmann-Konstante. Jedoch ist auch diese Gleichung nur für verdünnte Gase geeignet.
Alternativ kann der Druck auch als Funktion des spezifischen Volumens v formuliert werden, wie z. B. in der Van-der-Waals-Gleichung
{\displaystyle {\bar {p}}(v)={\frac {RT}{v-b}}-{\frac {a}{v^{2}}}\;,\quad v>b}
mit Materialparametern a, b und R.

### Konservative Fluide
Ein barotropes Cauchy-elastisches Fluid ist auch hyperelastisch, denn die spezifische Spannungsleistung {\displaystyle l_{i}} ist wegen
{\displaystyle l_{i}:={\frac {1}{\rho }}{\boldsymbol {\sigma }}:\mathbf {d} =-{\frac {1}{\rho }}{\bar {p}}(v)\mathbf {1} :\mathbf {d} =-{\frac {1}{\rho }}{\bar {p}}(v)\operatorname {div} ({\vec {v}})={\bar {p}}(v){\frac {\dot {\rho }}{\rho ^{2}}}=-{\bar {p}}(v)\,{\dot {v}}=:{\dot {w}}(v)}
die materielle Zeitableitung einer skalaren Funktion w, was nur in hyperelastischen Materialien der Fall ist. Die materielle Zeitableitung wird durch den Überpunkt oder D/Dt unten angezeigt. In der Gleichungskette wurde das Frobenius-Skalarprodukt „:“ des Drucktensors mit dem Verzerrungsgeschwindigkeitstensor d :=½ (l + lT) benutzt, der der symmetrische Anteil des Geschwindigkeitsgradienten {\displaystyle \mathbf {l} =\operatorname {grad} ({\vec {v}})} ist. Die Divergenz des Geschwindigkeitsfeldes {\displaystyle {\vec {v}}} ist gleich der Spur des Geschwindigkeitsgradienten
{\displaystyle \operatorname {div} ({\vec {v}})=\operatorname {Sp} (\mathbf {l} )=\operatorname {Sp} (\mathbf {d} )=\mathbf {1:d} \,.}
Die auf die Dichte bezogene Divergenz ist aufgrund der lokalen räumlichen Massenbilanz
{\displaystyle {\dot {\rho }}+\rho \operatorname {div} ({\vec {v}})=0\quad \rightarrow \quad {\frac {1}{\rho }}\operatorname {div} ({\vec {v}})=-{\frac {\dot {\rho }}{\rho ^{2}}}={\frac {\mathrm {D} }{\mathrm {D} t}}(\rho ^{-1})={\dot {v}}}
die materielle Zeitableitung des spezifischen Volumens. Daraus ergab sich schließlich die spezifische Formänderungsenergie
{\displaystyle w(v):=-\int {\bar {p}}(v)\,\mathrm {d} v\quad \leftrightarrow \quad {\frac {\mathrm {d} w(v)}{\mathrm {d} v}}=-{\bar {p}}(v)\quad \leftrightarrow \quad {\dot {w}}(v)=-{\bar {p}}(v){\dot {v}},}
deren materielle Zeitableitung im Fall der Barotropie, wie in der Gleichungskette oben gezeigt, die spezifische Spannungsleistung des elastischen Fluides ist. Die Kompressionsleistung des Druckes wird im barotropen Fluid also vollständig und dissipationslos in Formänderungsenergie umgesetzt, weswegen elastische barotrope Fluide ausnahmslos konservativ sind.

### Inkompressible Flüssigkeiten
In einer inkompressiblen elastischen Flüssigkeit ist die Dichte in guter Näherung konstant und der Druck ergibt sich nicht mehr aus der konstitutiven Gleichung, sondern aus den Naturgesetzen und den Randbedingungen, kann aber immer noch vom Ort {\displaystyle {\vec {x}}} und der Zeit {\displaystyle t} abhängen
{\displaystyle {\boldsymbol {\sigma }}=-p({\vec {x}},t)\mathbf {1} \,.}

### Eulersche Gleichungen der Strömungsmechanik
Einsetzen des Drucktensors in die Impulsbilanz in der eulerschen Fassung führt auf die Eulerschen Gleichungen der Strömungsmechanik, die zusammen mit der Kontinuitätsgleichung reibungsfreie Strömungen modellieren. Die eulerschen Gleichungen sind eine gute Näherung bei  laminaren Strömungen, wenn fluiddynamische Grenzschichten an den Rändern der Strömung keine wesentliche Rolle spielen.

## Elastische Festkörper
Aus kontinuumsmechanischer Sicht unterscheiden sich Festkörper von Fluiden vor allem in zweierlei Hinsicht: Erstens vermögen sie im Gleichgewicht Scher- und  Zugkräften standzuhalten und zweitens können sie anisotrop sein.

### Materielle Objektivität von elastischen Festkörpern
Die in #Materielle Objektivität aufgeschriebene Bedingung für die Bezugssysteminvarianz
{\displaystyle {\mathfrak {G}}(\mathbf {Q\cdot F} )=\mathbf {Q} \cdot {\mathfrak {G}}(\mathbf {F} )\cdot \mathbf {Q} ^{\top }\quad {\text{für alle}}\quad \mathbf {Q} \in {\mathcal {SO}}}
wird bei Festkörpern – anders als bei den Fluiden – nicht automatisch eingehalten, kann aber wie folgt sichergestellt werden.
Der Deformationsgradient {\displaystyle \mathbf {F} } wird polar in einen orthogonalen Tensor {\displaystyle \mathbf {R} \in {\mathcal {SO}}} und einen symmetrisch positiv definiten rechten Strecktensor {\displaystyle \mathbf {U} } zerlegt:
{\displaystyle \mathbf {F} =\mathbf {R\cdot U} \,.}
Nun kann {\displaystyle \mathbf {Q} =\mathbf {R} ^{\top }} gewählt werden, so dass sich wegen {\displaystyle \operatorname {det} (\mathbf {F} )=\operatorname {det} (\mathbf {R} )\operatorname {det} (\mathbf {U} )=\operatorname {det} (\mathbf {U} )}
{\displaystyle {\begin{aligned}\mathbf {R} ^{\top }\cdot {\boldsymbol {\sigma }}\cdot \mathbf {R} =&\mathbf {R} ^{\top }\cdot {\mathfrak {G}}(\mathbf {F} )\cdot \mathbf {R} ={\mathfrak {G}}(\mathbf {R^{\top }\cdot F} )={\mathfrak {G}}(\mathbf {R^{\top }\cdot R\cdot U} )={\mathfrak {G}}(\mathbf {U} )\\\rightarrow {\boldsymbol {\sigma }}=&\mathbf {R} \cdot {\mathfrak {G}}(\mathbf {U} )\cdot \mathbf {R} ^{\top }\\\rightarrow {\tilde {\mathbf {T} }}:=&\operatorname {det} (\mathbf {F} )\mathbf {F} ^{-1}\cdot {\boldsymbol {\sigma }}\cdot \mathbf {F} ^{\top -1}=\operatorname {det} (\mathbf {U} )\mathbf {U} ^{-1}\cdot {\mathfrak {G}}(\mathbf {U} )\cdot \mathbf {U} ^{\top -1}\end{aligned}}}
ergibt. Dem Prinzip der materiellen Objektivität zufolge ist der zweite Piola-Kirchhoff’sche Spannungstensor {\displaystyle {\tilde {\mathbf {T} }}} in der Cauchy-Elastizität ausschließlich eine Funktion des aktuellen rechten Strecktensors {\displaystyle \mathbf {U} }. Diese Bedingung ist sowohl notwendig als auch hinreichend für die materielle Objektivität. Die materielle Objektivität wird in Feststoffmodellen also durch konstitutive Gleichungen in lagrangescher Fassung sichergestellt. Zumeist wird {\displaystyle {\tilde {\mathbf {T} }}} als Funktion des rechten Cauchy-Green Tensors
{\displaystyle \mathbf {C} :=\mathbf {F^{\top }\cdot F} =\mathbf {U\cdot U} }
oder des Green-Lagrange’schen Verzerrungstensors
{\displaystyle \mathbf {E} :={\frac {1}{2}}(\mathbf {F^{\top }\cdot F-1} )={\frac {1}{2}}(\mathbf {U\cdot U-1} )}
modelliert, zum Beispiel:
{\displaystyle {\tilde {\mathbf {T} }}={\tilde {\mathfrak {G}}}(\mathbf {C} )\quad \Leftrightarrow \quad {\boldsymbol {\sigma }}={\frac {1}{\operatorname {det} (\mathbf {F} )}}\mathbf {F} \cdot {\tilde {\mathfrak {G}}}(\mathbf {C} )\cdot \mathbf {F} ^{\top }}.

### Cauchy-Ableitung
Ableitung der obigen Gleichung nach der Zeit liefert mit der Abkürzung {\displaystyle J=\det(\mathbf {F} )}:
{\displaystyle {\begin{aligned}{\dot {\boldsymbol {\sigma }}}=&-{\frac {1}{J^{2}}}J(\mathbf {F} ^{\top -1}:{\dot {\mathbf {F} }})\mathbf {F} \cdot {\tilde {\mathfrak {G}}}\cdot \mathbf {F} ^{\top }+{\frac {1}{J}}{\dot {\mathbf {F} }}\cdot {\tilde {\mathfrak {G}}}\cdot \mathbf {F} ^{\top }+{\frac {1}{J}}\mathbf {F} \cdot {\dot {\tilde {\mathfrak {G}}}}\cdot \mathbf {F} ^{\top }+{\frac {1}{J}}\mathbf {F} \cdot {\tilde {\mathfrak {G}}}\cdot {\dot {\mathbf {F} }}^{\top }\\\rightarrow {\stackrel {\diamond }{\boldsymbol {\sigma }}}=&{\frac {1}{J}}\mathbf {F} \cdot {\dot {\tilde {\mathfrak {G}}}}\cdot \mathbf {F} ^{\top }\end{aligned}}}
Auf der linken Seite der letzten Gleichung steht die objektive Cauchy-Ableitung
{\displaystyle {\stackrel {\diamond }{\boldsymbol {\sigma }}}={\dot {\boldsymbol {\sigma }}}+\operatorname {Sp} (\mathbf {l} ){\boldsymbol {\sigma }}-\mathbf {l} \cdot {\boldsymbol {\sigma }}-{\boldsymbol {\sigma }}\cdot \mathbf {l} ^{\top }\,,}
die mit dem Geschwindigkeitsgradient
{\displaystyle \mathbf {l} ={\dot {\mathbf {F} }}\cdot \mathbf {F} ^{-1}}
gebildet wird.

### Lineare Cauchy-Elastizität
In der linearen Cauchy-Elastizität werden die sechs unabhängige Komponenten der Dehnungen Eij linear mit den sechs unabhängigen Komponenten der Spannungen {\displaystyle {\tilde {T}}_{ij}} verknüpft
{\displaystyle {\begin{aligned}{\tilde {T}}_{ij}=&{\tilde {T}}_{ji}=\sum _{k,l=1}^{3}C_{ijkl}\,E_{kl}=\sum _{k,l=1}^{3}C_{ijkl}\,E_{lk}\,,\quad i,j=1,2,3\\\rightarrow C_{ijkl}=&C_{jikl}=C_{ijlk}\end{aligned}}}
wofür maximal 36 unabhängige Koeffizienten Cijkl notwendig sind. Für die Beschreibung eines linearen Cauchy-elastischen Materials bedarf es also höchstens 36 Parametern. Erst in der Hyperelastizität gilt zusätzlich Cijkl=Cklij, sodass dort maximal 21 Parameter ausreichen.

### Isotrope Cauchy-Elastizität
Soll der Cauchy’sche Spannungstensor {\displaystyle {\boldsymbol {\sigma }}}, wie in der isotropen Hyperelastizität, als Funktion des linken Cauchy-Green Tensors
{\displaystyle \mathbf {b} :=\mathbf {F\cdot F} ^{\top }}
ausgedrückt werden, also {\displaystyle {\boldsymbol {\sigma }}={\mathcal {G}}(\mathbf {b} )}, fordert das Prinzip der materiellen Objektivität:
{\displaystyle {\begin{aligned}{\boldsymbol {\sigma }}'=&{\mathcal {G}}(\mathbf {b} ')\\\rightarrow \mathbf {Q} \cdot {\boldsymbol {\sigma }}\cdot \mathbf {Q} ^{\top }=&{\mathcal {G}}((\mathbf {Q\cdot F} )\cdot {(\mathbf {Q\cdot F} )}^{\top })={\mathcal {G}}(\mathbf {Q\cdot F\cdot F} ^{\top }\cdot \mathbf {Q} ^{\top })={\mathcal {G}}(\mathbf {Q\cdot b\cdot Q} ^{\top })\,.\end{aligned}}}
also
{\displaystyle \mathbf {Q} \cdot {\mathcal {G}}(\mathbf {b} )\cdot \mathbf {Q} ^{\top }={\mathcal {G}}(\mathbf {Q\cdot b\cdot Q} ^{\top })\quad {\text{für alle}}\quad \mathbf {Q} \in {\mathcal {SO}}\,.}
Eine Funktion mit dieser Eigenschaft ist eine isotrope Tensorfunktion. Eine solche Funktion {\displaystyle {\mathcal {G}}} kann in der Form
{\displaystyle {\mathcal {G}}(\mathbf {b} )=\phi _{0}{\textbf {1}}+\phi _{1}\mathbf {b} +\phi _{2}\mathbf {b\cdot b} }
dargestellt werden, wo die Koeffizienten {\displaystyle \phi _{0,1,2}} skalare Funktionen der Hauptinvarianten oder anderer Invarianten von {\displaystyle \mathbf {b} } sind. Nach dem Satz von Cayley-Hamilton kann gleichbedeutend
{\displaystyle {\mathcal {G}}(\mathbf {b} )=\varphi _{0}{\textbf {1}}+\varphi _{1}\mathbf {b} +\varphi _{-1}\mathbf {b} ^{-1}}
mit anderen Koeffizienten {\displaystyle \varphi _{-1,0,1}} geschrieben werden. Jedenfalls kommutieren {\displaystyle {\mathcal {G}}} und {\displaystyle \mathbf {b} }:
{\displaystyle \mathbf {b} \cdot {\mathcal {G}}(\mathbf {b} )={\mathcal {G}}(\mathbf {b} )\cdot \mathbf {b} \,.}
Insbesondere ist bei Hyperelastizität
{\displaystyle \mathbf {b} \cdot {\frac {\mathrm {d} \psi (\mathbf {b} )}{\mathrm {d} \mathbf {b} }}={\frac {\mathrm {d} \psi (\mathbf {b} )}{\mathrm {d} \mathbf {b} }}\cdot \mathbf {b} \,,}
wo die Ableitung der Formänderungsenergiedichte {\displaystyle \psi } nach {\displaystyle \mathbf {b} } eine isotrope Tensorfunktion ist.

### Navier-Cauchy-Gleichungen
In der linearen isotropen Elastizität ist der Spannungstensor {\displaystyle {\boldsymbol {\sigma }}} bei kleinen Verformungen eine lineare isotrope Tensorfunktion des linearisierten Verzerrungstensors {\displaystyle {\boldsymbol {\varepsilon }}}:
{\displaystyle {\boldsymbol {\sigma }}=\lambda \operatorname {Sp} ({\boldsymbol {\varepsilon }})\mathbf {1} +2\mu {\boldsymbol {\varepsilon }}}
Darin sind {\displaystyle \lambda ,\,\mu } die erste und zweite Lamé-Konstanten. Diese Materialgleichung ist als Hookesches Gesetz bekannt und gleichzeitig auch hyperelastisch. Wird der Verzerrungstensor durch die Verschiebungen {\displaystyle {\vec {u}}} ausgedrückt und in das erste Cauchy-Eulersche Bewegungsgesetz eingesetzt, das der lokalen Impulsbilanz entspricht, führt das auf die Navier-Cauchy-Gleichungen.

### Thermodynamische Konsistenz
Auch wenn in einem Cauchy-elastischen Material die Spannungen ausschließlich durch den aktuellen Verformungszustand bestimmt sind, wird im Allgemeinen die Formänderungsarbeit vom Weg, auf dem die Verformung durchgeführt wird, abhängen. In Abwesenheit eines Dissipationsmechanismus ist das aber im Widerspruch zu thermodynamischen Prinzipien.
Das zeigt auch die Auswertung der Clausius-Duhem-Ungleichung, die den zweiten Hauptsatz der Thermodynamik in der Festkörpermechanik repräsentiert. Bei isothermer Zustandsänderung lautet die Clausius-Duhem-Ungleichung
{\displaystyle {\frac {1}{\rho _{0}}}{\tilde {\mathbf {T} }}:{\dot {\mathbf {E} }}-{\dot {\psi }}_{0}\geq 0\,,}
worin {\displaystyle \psi _{0}} die helmholtzsche freie Energie in der lagrangeschen Formulierung darstellt. Wenn die freie Energie eine Funktion nur der Dehnung ist, was bei Cauchy-Elastizität plausibel ist, dann folgt
{\displaystyle {\frac {1}{\rho _{0}}}{\tilde {\mathbf {T} }}:{\dot {\mathbf {E} }}-{\dot {\psi }}_{0}={\frac {1}{\rho _{0}}}{\tilde {\mathbf {T} }}:{\dot {\mathbf {E} }}-{\frac {\mathrm {d} \psi _{0}}{\mathrm {d} \mathbf {E} }}:{\dot {\mathbf {E} }}=\left({\frac {1}{\rho _{0}}}{\tilde {\mathbf {T} }}-{\frac {\mathrm {d} \psi _{0}}{\mathrm {d} \mathbf {E} }}\right):{\dot {\mathbf {E} }}\geq 0\,.}
Diese Ungleichung muss für alle möglichen Prozesse erfüllt sein, weswegen der Term in den Klammern, weil er nicht von der Verzerrungsgeschwindigkeit abhängt, verschwinden muss und mithin
{\displaystyle {\frac {1}{\rho _{0}}}{\tilde {\mathbf {T} }}={\frac {\mathrm {d} \psi _{0}}{\mathrm {d} \mathbf {E} }}}
gilt. Ein Material mit einer solchen Materialgleichung ist hyperelastisch. In der Hyperelastizität ist die Formänderungsarbeit wegunabhängig.
Eine Wegabhängigkeit der Formänderungsarbeit tritt im folgenden Beispiel auf.

## Beispiel

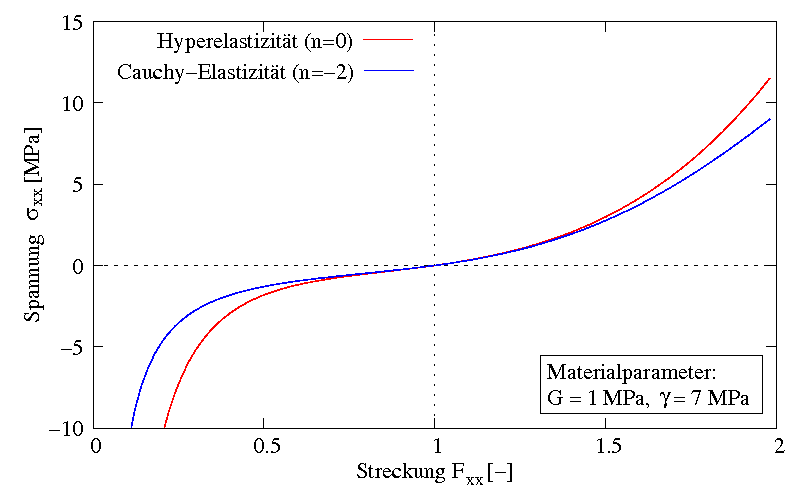
Zugspannung im einaxialen Zugversuch

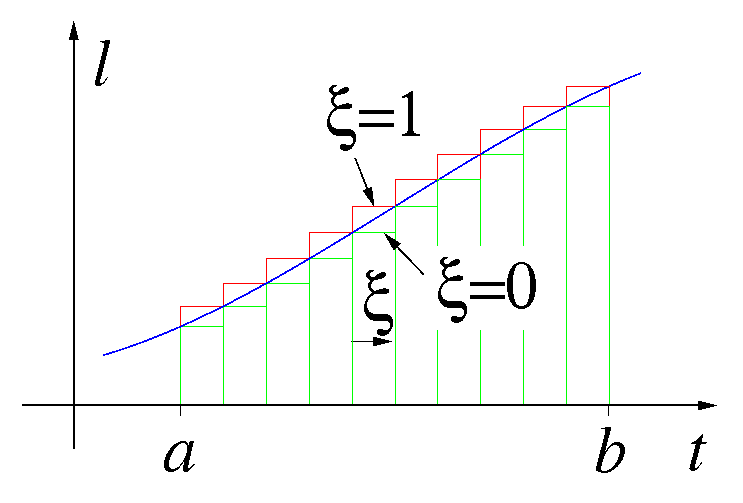
Abschätzung eines Integrals durch Treppenfunktionen. Rot: Obere Schranke, grün: untere Schranke

Das Materialmodell
{\displaystyle {\tilde {\mathbf {T} }}=G(\mathbf {C} -\mathbf {1} )+\gamma {\parallel \mathbf {C} \parallel }^{n}\ln(\operatorname {det} (\mathbf {C} ))\mathbf {C} ^{-1}}
mit Materialparametern {\displaystyle G,\gamma } und {\displaystyle n} ist Cauchy-elastisch und erfüllt das Kriterium der materiellen Objektivität. Die Frobeniusnorm {\displaystyle \parallel \mathbf {C} \parallel } wird mit dem Spur-Operator {\displaystyle \operatorname {Sp} } berechnet
{\displaystyle \parallel \mathbf {C} \parallel ={\sqrt {\operatorname {Sp} (\mathbf {C} ^{\top }\cdot \mathbf {C} )}}}
und ist eine Invariante des Arguments {\displaystyle \mathbf {C} }. Die Funktion "{\displaystyle \ln }" ist der natürliche Logarithmus, der Parameter {\displaystyle G} entspricht dem Schubmodul und {\displaystyle \gamma } reguliert die Kompressibilität. Mit {\displaystyle n=0} ist das Modell von Simo und Pister und hyperelastisch. Wegen {\displaystyle \operatorname {det} (\mathbf {C} )=\operatorname {det} (\mathbf {b} )=\operatorname {det} {(\mathbf {F} )}^{2}} und {\displaystyle \operatorname {Sp} (\mathbf {C\cdot C} )=\operatorname {Sp} (\mathbf {b\cdot b} )} bekommt man den Cauchy’schen Spannungstensor
{\displaystyle {\boldsymbol {\sigma }}={\dfrac {1}{\operatorname {det} (\mathbf {F} )}}\mathbf {F} \cdot {\tilde {\mathbf {T} }}\cdot \mathbf {F} ^{\top }={\dfrac {G}{\sqrt {\operatorname {det} (\mathbf {b} )}}}(\mathbf {b\cdot b} -\mathbf {b} )+\gamma {\dfrac {{\parallel \mathbf {b} \parallel }^{n}\ln(\operatorname {det} (\mathbf {b} ))}{\sqrt {\operatorname {det} (\mathbf {b} )}}}\mathbf {1} }
in Abhängigkeit vom linken Strecktensor {\displaystyle \mathbf {b} }. Die Koeffizienten {\displaystyle {\phi }_{0,1,2}} lauten also
{\displaystyle {\begin{aligned}\phi _{0}=&\gamma {\dfrac {{\parallel \mathbf {b} \parallel }^{n}\ln(\operatorname {det} (\mathbf {b} ))}{\sqrt {\operatorname {det} (\mathbf {b} )}}}\\-\phi _{1}=&\phi _{2}={\dfrac {G}{\sqrt {\operatorname {det} (\mathbf {b} )}}}\,.\end{aligned}}}
Im entspannten Zustand ist {\displaystyle \mathbf {b} =\mathbf {1} } und daher {\displaystyle {\boldsymbol {\sigma }}=\mathbf {0} }. Das Bild zeigt den Verlauf der Cauchy-Spannung bei Materialparametern G = 1 Megapascal und γ =7 MPa in einem einaxialen Zugversuch.
Mit {\displaystyle n=-2} ist die Formänderungsarbeit wegabhängig, wie nun gezeigt wird. In einem materiellen Punkt sei im Zeitintervall {\displaystyle t\in [0,1]} der Deformationsgradient
{\displaystyle {\begin{aligned}\mathbf {F} (t,p)=&{\begin{pmatrix}1+t&0&0\\0&1+pt(1-t)&0\\0&0&1\end{pmatrix}}\\\rightarrow {\dot {\mathbf {F} }}(t,p)=&{\begin{pmatrix}1&0&0\\0&p(1-2t)&0\\0&0&0\end{pmatrix}}\end{aligned}}}
mit dem Parameter {\displaystyle p=0} im Pfad 1 und {\displaystyle p=1} im Pfad 2 vorgegeben. Die beiden Pfade haben im vorgegebenen Zeitintervall dieselben Anfangs- und End-Punkte. Nun kann man die Verformungsleistungsdichte {\displaystyle l} entlang der beiden Verformungspfade mit einer Treppenfunktion numerisch zur verrichteten Formänderungsarbeitsdichte {\displaystyle \psi } integrieren, siehe Abbildung rechts:
{\displaystyle {\begin{aligned}\psi (t,p)=&\rho _{0}\int _{0}^{1}l(t,p)\,\mathrm {d} t=\int _{0}^{1}{\tilde {\mathbf {T} }}:{\dot {\mathbf {E} }}\,\mathrm {d} t=\int _{0}^{1}{\dfrac {1}{2}}{\tilde {\mathbf {T} }}(t,p):{\dot {\mathbf {C} }}(t,p)\,\mathrm {d} t\\\approx &\displaystyle \sum _{i=0}^{999}{\dfrac {1}{2000}}{\tilde {\mathbf {T} }}\left({\dfrac {i+\xi }{1000}},p\right):{\dot {\mathbf {C} }}\left({\dfrac {i+\xi }{1000}},p\right)\,.\end{aligned}}}

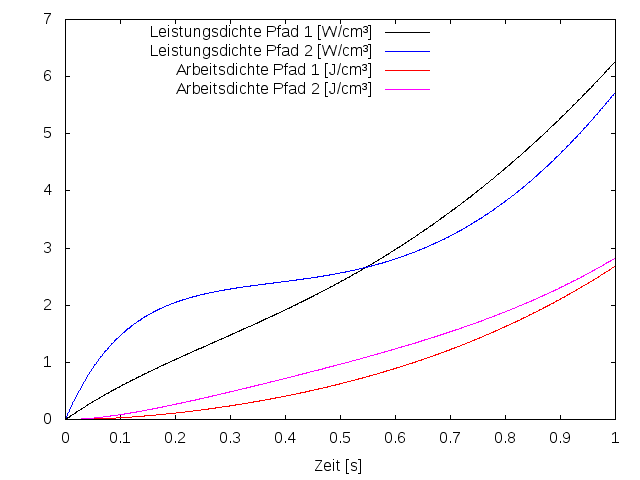
Formänderungsarbeit und -leistung entlang der beide Pfade numerisch ausgewertet mit

Weil die Leistung bei n = −2 monoton mit der Zeit steigt, siehe Abbildung rechts, erhält man mit ξ = 0 eine untere und mit ξ = 1 eine obere Schranke für die verrichtete Spannungsarbeit. Mit den Materialparametern G = 1 MPa und γ =7 MPa berechnet man:
{\displaystyle {\begin{aligned}2{,}6795\,\mathrm {MPa} \leq \psi (t,0)\leq 2{,}6857\,\mathrm {MPa} \\2{,}8214\,\mathrm {MPa} \leq \psi (t,1)\leq 2{,}8271\,\mathrm {MPa} \end{aligned}}}
Ein MPa entspricht einem Joule pro Kubikzentimeter (J/cm³). Mit n = −2 wird entlang der beiden Pfade also unterschiedliche Formänderungsarbeit geleistet, weswegen das Material dann nicht hyperelastisch ist.
Man könnte nun entlang des ersten Pfades mit einem Arbeitsaufwand von weniger als 2,7 J/cm³ belasten und entlang des zweiten Pfades entlasten, wobei mehr als 2,8 J/cm³ heraussprängen. Pro Zyklus würde man also mehr als 0,1 J/cm³ Energie erhalten. Durch mehrmaliges Durchfahren des Zyklus könnte man so beliebig viel Energie erzeugen. Das aber widerspricht thermodynamischen Prinzipien. Die Hyperelastizität, die ein Spezialfall der Cauchy-Elastizität ist, vermeidet diesen Widerspruch.